# Васильців Тарас Григорович
Васильців Тарас Григорович (нар. 03 липня 1977 р., Львів) — науковець у галузі соціально-економічного розвитку та економічної безпеки держави і регіонів, доктор економічних наук (2010), професор (2016).
Завідувач відділу соціально-гуманітарного розвитку регіонів ДУ «Інститут регіональних досліджень імені М. І. Долішнього НАН України». Професор кафедри фінансів, економічної безпеки, банківської справи та страхового бізнесу Львівського торговельно-економічного університету.

## Життєпис
1977 — народився в м. Львів.
1999 — закінчив Національний університет «Львівська політехніка», магістр за спеціальністю «Маркетинг» (диплом менеджера-економіста).
1999—2004 — працював у комерційних структурах (економіст, маркетолог, начальник відділу маркетингу, комерційний директор, заступник голови правління, директор).
2004—2006 — Львівська обласна асоціація малого і середнього підприємництва (головний консультант).
2006—2007 — Регіональний фонд підтримки підприємництва у Львівській області (генеральний директор).
2002—2004 — Львівський центр дистанційно-заочного навчання Східноєвропейського університету економіки і менеджменту (викладач).
2005 — захистив дисертацію на здобуття наукового ступеня кандидата економічних наук на тему «Державне регулювання ринку підакцизних споживчих товарів», спеціальність 08.02.03 — організація управління, планування і регулювання економікою; спеціалізована вчена рада при Національному університеті «Львівська політехніка». Науковий керівник — Антонюк Ярослав Михайлович, к.е.н., проф.
З 2005 — Львівський торговельно-економічний університет: 2005—2014 — кафедра економіки підприємства (2005—2006 — асистент; 2006—2008 — старший викладач; 2008—2010 — доцент; 2010—2014 — професор); 2014—2017 — завідувач кафедри фінансів, кредиту та страхування; з 2018 — професор кафедри фінансів, економічної безпеки, банківської справи та страхового бізнесу.
2011 — отримав атестат доцента (кафедри економіки підприємства Львівського торговельно-економічного університету).
2006—2018 — Регіональний філіал Національного інституту стратегічних досліджень (м. Львів): 2006—2008 — завідувач відділу регіонального моніторингу, 2009—2018 — заступник директора.
2010 — захистив дисертацію на здобуття наукового ступеня доктора економічних наук на тему «Стратегія та механізми забезпечення економічної безпеки підприємництва в Україні», спеціальність 21.04.01 — економічна безпека держави (економічні науки); спеціалізована вчена рада при Національному інституті проблем міжнародної безпеки при РНБО України. Науковий консультант — Варналій Захарій Степанович, д.е.н., проф., заслужений діяч науки і техніки України.
2016 — отримав атестат професора (кафедри фінансів і кредиту Львівського торговельно-економічного університету).
З 2018-до теперішнього часу — ДУ «Інститут регіональних досліджень ім. М. І. Долішнього НАН України», завідувач відділу проблем соціально-гуманітарного розвитку регіонів.

## Наукова діяльність
Розвиває наукову школу у галузі соціально-економічного розвитку (моделі і стратегії економічного зростання) та економічної безпеки (держави, регіону, секторів економіки, суб'єктів господарювання, зокрема у макроекономічній, фінансовій, соціальній, інноваційно-технологічній, інвестиційній, інтелектуально-кадровій та ін. сферах).
Обґрунтував положення нової теорії економічної безпеки підприємництва як сектора національної економіки, що слугує провідним чинником мінімізації його загроз та реалізації економічного потенціалу в системі економічної безпеки національної економіки. Аргументував положення нової теорії економічного зростання в умовах «відтоку» людських ресурсів.
Наукові інтереси д.е.н., проф. Васильціва Т. Г. сконцентровані на дослідженнях, які стосуються проблематики:
- розвитку підприємницького сектора національної економіки та фінансово-економічної безпеки суб'єктів господарювання;
- міграційних процесів, їх соціально-економічних наслідків та державного регулювання;
- функціонування ринків праці та зайнятості населення, формування і реалізації людського потенціалу та інтелектуального капіталу;
- соціально-гуманітарної політики і формування системи соціальної безпеки;
- імпортозаміщення та безпеки розвитку внутрішнього ринку;
- грошово-кредитної політики і безпеки;
- розвитку сільських територій та продовольчої безпеки;
- технологічної конкурентоспроможності, ринку інтелектуальної власності, інноваційно-технологічного розвитку та їх інвестиційного забезпечення;
- структурних змін та інституціональних реформ.

Під науковим керівництвом проф. Васильціва Т. Г. захищено 6 докторських і 10 кандидатських дисертацій. Проф. Васильців Т. Г. — член спеціалізованих вчених рад зі захисту дисертацій: зі здобуття наукового ступеня кандидата та доктора економічних наук за спеціальностями 21.04.01 «Економічна безпека держави» і 21.04.02 «Економічна безпека суб'єктів господарювання» у Національному інституті стратегічних досліджень (2011—2021); зі здобуття наукового ступеня кандидата та доктора економічних наук за спеціальностями 08.00.03 «Економіка та управління національним господарством» і 08.00.04 «Економіка та управління підприємствами (за видами економічної діяльності)» у Львівському торговельно-економічному університеті (2014—2017); зі здобуття наукового ступеня кандидата економічних наук за спеціальністю 08.00.09 «Бухгалтерський облік, аналіз та аудит (за видами економічної діяльності)» у Львівському торговельно-економічному університеті (2011—2014).
Проф. Васильців Т. Г. був членом робочих груп з розробки: Стратегії регіонального розвитку Запорізької області до 2027 року; Стратегії розвиту малого та середнього підприємництва Львівської області на період до 2020 року; Стратегії розвиту міста Ужгород — 2030; Стратегії розвиту Сколівського району на період до 2020 року. Проф. Васильців Т. Г. брав участь у реалізації грантових досліджень: «Стратегія та засоби конвергенції системи соціальної безпеки України та ЄС в процесі євроінтеграції» (керівник); "Формування господарського механізму розвитку сільських територій та вирівнювання просторово-територіальних диспропорцій соціально-економічної безпеки України; «Розробка Дорожньої карти розвитку малого та середнього підприємництва в гірських районах Львівщини» (Грант Агентства США з міжнародного розвитку (USAID)).
Входить до складу редакційних колегій науково-практичного журналу «Регіональна економіка»; науково-аналітичного щоквартального збірника «Стратегічні пріоритети»; збірника «Вісник Львівського торговельно-економічного університету»; збірника наукових праць «Підприємництво і торгівля»; міжнародного наукового журналу «Економічний дискурс». Проф. Васильців Т.Г активний представник громадської організації «Інститут міжнародних економічних досліджень».

## Науково-дослідні проєкти
За останні 10 років брав участь (як керівник і виконавець) у понад 10 держбюджетних та госпдоговірних науково-дослідних тем, серед яких:
«Механізми проактивної політики зниження соціальної вразливості населення (на прикладі Карпатського регіону України)» (державний реєстраційний номер 0121U112014) III кв. 2021 р. – IV кв. 2023 р. – науковий керівник
«Міграційна активність населення Карпатського регіону» (державний реєстраційний номер 0119U002010)  І.кв.2020 р. – ІІкв.2022 р. – науковий керівник
«Стратегія та засоби конвергенції системи соціальної безпеки України та ЄС в процесі євроінтеграції» (державний реєстраційний номер 0118U006592) 2018 р. – керівник
«Державна політика розвитку та реформування реального сектору економіки України у забезпеченні відновлення економічного зростання» (державний реєстраційний номер 0117U004184) 2017 р. – виконавець
«Пріоритети фінансової безпеки в контексті забезпечення стабілізації соціально-економічного розвитку України» (державний реєстраційний номер 0117U004181) 2017 р. – виконавець
«Формування господарського механізму розвитку сільських територій та вирівнювання просторово-територіальних диспропорцій соціально-економічної безпеки України» (державний реєстраційний номер 0116U224401) 2016 р. – виконавець
«Перспективи та загрози розвитку реального сектору економіки України в умовах макроекономічної нестабільності» (державний реєстраційний номер 0116U001482) 2016 р. – виконавець
«Вплив суспільно-політичних та соціально-економічних подій в Україні та за кордоном на громадську думку» (державний реєстраційний номер 0116U001481) 2016 р. – виконавець
«Інституційні інструменти сталого розвитку професійної (професійно-технічної) освіти регіону на інноваційних засадах» (державний реєстраційний номер 0121U108391) І кв. 2021 р. – IV кв. 2021 р. – науковий керівник
«Проект Стратегії регіонального розвитку Запорізької області на період до 2027 року та Плану заходів на 2021-2023 роки з її реалізації (державний реєстраційний номер 0119U103908)  2019 р. – виконавець
«Інституційні інструменти сталого розвитку професійної (професійно-технічної) освіти регіону на інноваційних засадах» (державний реєстраційний номер 0121U108391)  І кв. 2021 р. -  IV кв. 2021 р. – виконавець

Є автором / співавтором біля 40 науково-аналітичних записок та доповідей для органів центральної, регіональної і місцевої влади, у т. ч. 5-ти Експертних доповідей (Послання Президента України до Верховної Ради України) 2014-2018 років (https://niss.gov.ua/sites/default/files/2019-02/Analit_Dopovid_Posl; https://niss.gov.ua/sites/default/files/2018-01/Poslanya_druk_fin.pdfannia_2018.p; https://niss.gov.ua/sites/default/files/2016-10/poslanya_new-cc2e3.pdfdf; https://niss.gov.ua/sites/default/files/2015-12/POSLANNYA-2015_giper_new-4af35.pdf; https://niss.gov.ua/sites/default/files/2015-12/Dopovid_Prezudentps-0ab72.pdf)

## Наукові праці
За результатами наукових досліджень проф. Васильців Т. Г. опублікував понад 300 праць , серед яких 35 монографій, 12 підручників і навчальних посібників, науково-аналітичних та методичних розробок для органів влади та місцевого самоврядування національного, регіонального, місцевого рівнів; 30 наукових публікацій у міжнародних виданнях; 30 наукових публікацій у виданнях, що входять до міжнародних наукометричних баз Scopus  та Web of Science . У тому числі:
Монографії
1. Міграційна активність населення Карпатського регіону України: нова емпірика та пріоритети регулювання: Монографія за ред. Васильціва Т. Г. Львів: ДУ «ІРД ім. М. І. Долішнього НАН України», 2021. 293 c. http://ird.gov.ua/irdp/p20210002.pdf.
2. Економічний та управлінський потенціал соціалізації економіки: Монографія / за ред. Галушки З. І. Чернівці: Чернівецький НУ ім. Ю. Федьковича, 2020. 408 с.
3. Механізми та функціонально-структурні інструменти забезпечення конкурентоспроможності національної економіки в умовах сучасних загроз економічної безпеки: Монографія за ред. Васильціва Т. Г., Лупак Р. Л. Львів: ННВК «АТБ», 2019. 552 с.
4. Конкурентні стратегії безпеки розвитку України у глобальному середовищі: Монографія / за ред. Мокія А. І. Львів: ДУ «ІРД НАН України», 2019. 872 с.
5. Стале ендогенне зростання регіонів України в умовах децентралізації: Монографія / за ред. Сторонянської І. З. Львів: ДУ «ІРД НАН України», 2019. 501 с.
6. Економічна безпека та фінансові розслідування: концепти, прагматика, інструментарій забезпечення: Монографія / за ред. Вівчар О. І. Тернопіль: Економічна думка, 2019. 395 с.
7. Стратегія та засоби конвергенції системи соціальної безпеки України та ЄС у процесі євроінтеграції: Монографія за ред. Васильціва Т. Г., Лупак Р. Л. Львів: ННВК «АТБ», 2018. 303 с.
8. Теоретико-методичні засади та прикладні інструменти управління інтелектуально-кадровим забезпеченням підприємств: Монографія за ред. С. С. Гринкевич, Т. Г. Васильціва, Н. Р. Гураль. Львів: Бадікова Н. О., 2017. 308 с.
9. Механізми реалізації державної політики регулювання соціального діалогу та активізації соціальної відповідальності на підприємствах торгівлі: Монографія. / Васильців Т. Г., Іляш О. І. та ін. К.: Кондор, 2017. 378 с.
10. Безпека та конкурентоспроможність економіки України в умовах глобалізації: Монографія / за ред. О. С. Власюка. К.: НІСД, 2017. 384 с.
11. Васильців Т. Г., Мицак О. В., Осадчук Ю. М. Формування системи фінансового забезпечення розвитку споживчої кооперації України: організаційно-економічні аспекти: Монографія. Камянець-Подільський: ТОВ «Друкарня Рута», 2017. 200 с.
12. Фінансові механізми та інструменти подолання дисбалансів соціально-економічного розвитку України: Монографія за ред. Васильціва Т. Г. Львів: Ліга Прес, 2016. 596 с.
13. Напрями та засоби розвитку сільських територій в контексті зміцнення соціально-економічної безпеки України: Монографія за ред. Васильціва Т. Г., Бойка В. В. Львів: Ліга Прес, 2016. 262 с.
14. Теоретико-методичні засади та прикладні механізми державного регулювання розвитку внутрішньої торгівлі: Монографія за ред. Куцика П. О., Васильціва Т. Г. Львів: ЛТЕУ, 2016. 379 с.
15. Теоретико-методичні засади та прикладні інструменти управління інтелектуально-кадровим забезпеченням підприємств: Монографія /  за ред. С. С. Гринкевич, Т. Г. Васильціва, Н. Р. Гураль. Львів: Бадікова Н. О., 2017. 308 с.
16. Васильців Т., Маргіта Н., Магас Н. Фінансово-економічний механізм забезпечення конкурентоспроможності роздрібних торговельних підприємств: теоретико-прикладні аспекти: Монографія. Львів: Бадікова Н.О, 2014. 218 с.
17. Стратегічні пріоритети та механізми інноваційного розвитку сільських територій Західного регіону України: Монографія за ред. Борщевського В. В., Васильціва Т. Г. Львів: Арал, 2013. 388 с.
18. Європейська інтеграція: досвід Польщі та України: Колективна монографія / За заг. ред. Н. В. Павліхи. Луцьк: Східноєвропейський нац. ун-т ім. Лесі Українки1, 2013. 700 с.
19. Система регулювання внутрішньої торгівлі України: Монографія / за ред. В. В. Апопія та І. М. Копича. К.: Академвидав, 2012. 424 с.
20. Структурно-інституціональні трансформації та економічна безпека держави: Монографія / за заг. ред. О. С. Власюка, А. І. Мокія. Львів: Апріорі, 2012. 836 с.
21. Фінансово-економічна безпека підприємств України: стратегія та механізми забезпечення: Монографія за ред. Васильціва Т. Г. 2012. Львів: Ліга-Прес. 388 с.
22. Стратегія та механізми зміцнення просторово-структурної конкурентоспроможності регіону: Монографія за ред. Мокія А. І., Васильціва Т. Г. Львів: ПАІС, 2010. 488 с.
23. Проблеми розвитку транскордонного співробітництва України в умовах розширеного ЄС: Монографія за ред. Н. А. Мікули, Т. Г. Васильціва. Львів: Ліга Прес, 2009. 436 с.
24. Васильців Т. Г., Волошин В. І., Гуменюк А. М. Пріоритети та засоби зміцнення економічної безпеки малого і середнього підприємництва: Монографія. Львів: видавництво ЛКА, 2009. 248 с.
25. Міценко Н. Г., Васильців Т. Г., Заярна Н. М. Регулювання діяльності підприємств роздрібної торгівлі: Монографія. Львів: видавництво ЛКА, 2009. 176 с.
26. Васильців Т. Г. Економічна безпека підприємництва України: стратегія та механізми зміцнення: Монографія. Львів: Арал. 2008. 386 с. https://ird.gov.ua/irdp/p20080802.pdf

Навчальні посібники, підручники
1. Економічна безпека суб'єктів підприємництва: Підручник / З. С. Варналій, Т. Г. Васильців, О. І. Іляш та ін. Чернівці: Технодрук, 2020. 458 с.
2. Бізнес-планування підприємницької діяльності: Навч. посібник / З. С. Варналій, Т. Г. Васильців, Р. Л. Лупак, Р. Р. Білик. Чернівці: Технодрук, 2019. 264 с.
3. Васильців Т. Г., Городня Т. А., Заярна Н. М. Інноваційний розвиток підприємства: Навч. посібник. Львів: Вид-во ЛТЕУ, 2016. 512 с.
4. Управління фінансовими ризиками: Навч. посібник / Куцик П. О., Васильців Т. Г., Сороківський В. С. та ін. Львів: Растр-7, 2016 320 с.
5. Лупак Р. Л., Васильців Т. Г. Конкурентоспроможність підприємства: Навч. посібник. Львів: Вид-во ЛТЕУ, 2016. 484 с.
6. Страховий менеджмент: Навч. посібник / Куцик П. О., Васильців Т. Г., Сороківський В. С. та ін. Львів: Вид-во ЛКА, 2015 244 с.
7. Економічна безпека: Підручник / авт. кол.; за ред. д.е.н., О. І. Барановського, д.е.н., О. Б. Жихор. К.0: УБС НБУ, 2014. 516 с.
8. Економіка праці та соціально-трудові відносини: Навч. посібник / Іляш О. І., Гринкевич С. С., Васильців Т. Г. та ін. Львів: Вид-во ЛКА, 2013. 228 с.
9. Васильців Т. Г., Іляш О. І., Міценко Н. Г. Економіка малого підприємства: Навч. посібник. К.: Знання, 2013. 476 с.
10. Васильців Т. Г., Качмарик Я. Д., Блонська В. І., Лупак Р. Л. Бізнес-планування: Навч. посібник. К.: Знання, 2013. 207 с.
11. Васильців Т. Г., Апопій В. В., Лупак Р. Л. Ільчук О. О. Інтелектуальна власність: Навч. посібник. Львів: Вид-во ЛКА, 2015. 252 с.
12. Економічна безпека: Навч. посібник / за ред. З. С. Варналія. К.: Знання, 2009. 647 с.
13. Економіка підприємства: Навч. посібник. / за ред. Н. Г. Міценко. Львів: Магнолія 2006, 2008. 688 с.

Статті
1. Lupak R., Mizyuk B., Zaichenko V., Kunytska-Iliash O., Vasyltsiv T. Migration processes and socio-economic development: interactions and regulatory policy. Agricultural and resource economics. 2022. Vol. 8. № 1. pp. 70-88. https://are-journal.com/are/article/view/510
2. Vasyltsiv T., Mulska O., Levytska O., Lupak R., Semak B., Shtets Т. Factors of the Development of Ukraine's Digital Economy: Identification and Evaluation. Science and Innovation. 2022. № 18 (2), pp. 44-58. https://scinn-eng.org.ua/ojs/index.php/ni/article/view/212
3. Mulska O., Vasyltsiv T., Shushkova Y., Kloba L., Parfenyuk Y. Assessment of the population's social resilience environment (the case of the Carpatian region of Ukraine). Problems and Perspectives in Management, 2022, 20(1), pp. 407—421. https://www.businessperspectives.org/index.php/journals?controller=pdfview&task=download&item_id=16270
4. Mulska O., Levytska O., Zaichenko V., Vasyltsiv T., Iliash O. Pull environment of migration in the EU countries: Migration vector from Ukraine. Problems and Perspectives in Management, 2021, 19(4), pp. 283—300. https://www.businessperspectives.org/index.php/journals?controller=pdfview&task=download&item_id=15831
5. Vasyltsiv T., Mulska O., Levytska O., Kohut M., Biletska I. External migration and endogenous development nexus: Challenges for the sustainable macroeconomic policy. Estudios de Economia Aplicada, 2021, 39(8). https://ojs.ual.es/ojs/index.php/eea/article/view/4770
6. Ilyash O., Vasyltsiv T., Lupak R., Get'Manskiy V. Models of efficiency of functioning in trading enterprises under conditions of economic growth. Bulletin of Geography. Socio-economic Series, 2021, 51(51), pp. 7–24. https://www.sciendo.com/article/10.2478/bog-2021-0001
7. Lupak R., Boiko R., Kunytska-Iliash M., Vasyltsiv T. State management of import dependency and state's economic security ensuring: New analysis to evaluating and strategizing. Accounting, 2021, 7(4), pp. 855—864. https://www.researchgate.net/publication/349233162
8. Vasyltsiv T., Biletska I., Mulska O. Organizational and financial instruments of decentralization and development of united territorial communities in Ukraine: Poland's experience. Management Theory and Studies for Rural Business and Infrastructure Development. 2021. Vol. 43. № 2. рp. 276—287. https://ejournals.vdu.lt/index.php/mtsrbid/article/view/2374
9. Rushchyshyn N., Mulska O., Nikolchuk Y., Rushchyshyn M., Vasyltsiv T. The impact of banking sector development on economic growth: Comparative analysis of Ukraine and some EU countries. Investment Management and Financial Innovations, 2021, 18(2), pp. 193—208. https://www.businessperspectives.org/index.php/journals?controller=pdfview&task=download&item_id=15083
10. Vasyltsiv T., Mulska O., Panchenko V., Kohut M., Zaychenko V., Levytska O. Technologization Processes And Social And Economic Growth: Modeling The Impact And Priorities For Strengthening The Technological Competitiveness Of The Economy. Regional Science Inquiry. 2021. 13 (1), pp. 117—134. https://econpapers.repec.org/article/hrsjournl/v_3axiii_3ay_3a2021_3ai_3a1_3ap_3a117-134.htm

## Нагороди
Лауреат гранту Президента України докторам наук для здійснення наукових досліджень за темою: «Стратегія та засоби конвергенції системи соціальної безпеки України та ЄС в процесі євроінтеграції» (2018); Лауреат Премії Львівської обласної державної адміністрації та Львівської обласної ради для відомих вчених і визнаних фахівців (2016); Лауреат Премії Президента України для молодих вчених (2012); Лауреат Премії Львівської обласної державної адміністрації та Львівської обласної ради для молодих вчених (2010).